# Puhdys
A Puhdys 1969-ben alakult keletnémet rockegyüttes. 

## Története
Elődjük az 1965-ben alapított Udo-Wendel-Combo volt. A zenekar neve az első felállásban részt vevő tagok neveiből alkotott mozaikszó: Peter Meyer (billentyűsök), Udo Jacob (dob), Harry Jeske (basszusgitár) és Dieter Hertrampf (gitár, ének): P…U…H…D…ys. Ezen név alatt először 1969. november 19-én léptek fel Freibergben. 2014 februárjában jelentették be, hogy feloszlanak, 2016-ban Berlinben adták utolsó koncertjüket.
A legutóbbi felállás a következő volt: Dieter „Maschine“ Birr, Peter „Eingehängt“ Meyer, Dieter „Quaster“ Hertrampf, Peter „Bimbo“ Rasym és Klaus Scharfschwerdt.

## Diszkográfia

### Stúdió- és koncertalbumok
- 1974: Die Puhdys
- 1975: Puhdys
- 1976: Sturmvogel
- 1976: Rock ’n’ Roll Music
- 1978: Perlenfischer
- 1979: 10 wilde Jahre
- 1979: Live im Friedrichstadtpalast (dupla LP)
- 1980: Heiß wie Schnee
- 1981: Far from Home
- 1982: Schattenreiter
- 1983: Computer-Karriere
- 1984: Das Buch
- 1984: Live in Sachsen (dupla LP)
- 1986: Ohne Schminke
- 1989: Neue Helden
- 1989: Jubiläumsalbum
- 1992: Wie ein Engel
- 1994: Zeiten ändern sich
- 1994: Live – 25 Jahre die totale Aktion
- 1996: Live in flagranti
- 1997: Frei wie die Geier
- 1999: Wilder Frieden
- 2001: Zufrieden?
- 2001: Dezembertage
- 2003: Undercover
- 2005: Alles hat seine Zeit
- 2006: Dezembernächte
- 2007: Ostrock in Klassik (DVD) (Puhdys, Karat, Silly u. a.)
- 2009: Abenteuer – das Jubiläumsalbum
- 2009: Akustisch – Die Hits
- 2011: Live aus der O2-World
- 2012: Es war schön
- 2013: Heilige Nächte
- 2014: Rocklegenden, Puhdys + City + Karat
- 2015: Rocklegenden Live, Puhdys + City + Karat
- 2016: Das letzte Konzert

### Kislemezek
- 1973: Geh zu ihr / Zeiten und Weiten (Amiga, DT64 Musikstudio Nr. 16 címmel is)
- 1973: DT64 Musikstudio Nr. 17 (Puhdys: Vorn ist das Licht / Electra: Das kommt, weil die Seele brennt) (Amiga)
- 1973: Dem Frieden die Freiheit (Puhdys: Unser Lied ist euer Schrei / Oktoberklub: Ich singe für den Frieden) (Amiga)
- 1973: Hell Raiser / Highway Star (Amiga)
- 1973: Ikarus / Sommernacht (Amiga)
- 1974: Wie ein Pfeil / Lied für Generationen (Amiga)
- 1974: Die Sonne kennt ihren Weg / Spiel zu zweit (Amiga)
- 1974: Zeiten und Weiten / Manchmal im Schlaf / Gentleman / Türen öffnen sich zur Stadt (Melodija)
- 1975: Sturmvogel / Einsamkeit (Amiga)
- 1975: Song for generations / Stones (Amiga)
- 1976: Long Tall Sally / Party / Rock And Roll Music / Bye Bye Love (Amiga)
- 1976: Alt wie ein Baum / Erinnerung (Amiga)
- 1976: Alt wie ein Baum / Perlenfischer (Hansa)
- 1977: Wenn Träume sterben / Perlenfischer (Amiga)
- 1977: Wilde Jahre / Die Sterne verspäten sich nicht (Amiga)
- 1977: Steine / Sonntagsfahrer (Melodija, Flexi)
- 1977: Geh’ zu ihr / Lied für Generationen (Hansa)
- 1978: Ikarus II / Flieg, Vogel flieg (Amiga)
- 1978: Doch die Gitter schweigen / Hören und sehen (Amiga)
- 1978: Wilde Jahre / Perlenfischer (Hansa)
- 1979: Kein Paradies / Wiedersehen (Amiga sowie Hansa)
- 1979: Heiß wie Schnee / Melanie (Amiga sowie Hansa und Rocktopus)
- 1979: Gitter schweigen / Ikarus II (Hansa)
- 1980: Bis ans Ende der Welt / Nie wieder werde ich weinen um dich (Amiga)
- 1980: Bis ans Ende der Welt / Lied für Anja (Rocktopus)
- 1980: Jugendliebe (Amiga Quartett, együtt a következőkkel: Ute Freudenberg, Neumis Rock Circus és Karussell)
- 1981: He, John / Was vom Leben bleibt (Amiga)
- 1981: Der Außenseiter / An den Ufern der Nacht (Amiga)
- 1981: Schattenreiter / Wenn ein Mensch lebt (Hansa)
- 1982: Jahreszeiten / TV-Show (Amiga)
- 1982: Hiroshima / Computerträume (Pool)
- 1982: Frieden soll sein (Amiga, együtt a következőkkel: Karat, Dialog és Karussell)
- 1983: Sehnsucht / Computer-Mann (Pool)
- 1984: Ich will nicht vergessen / Die Wärme der Nacht (Pool)
- 1984: Rockerrente / Das Buch (Amiga)
- 1985: Rock ’n’ Roll ist mein Begleiter / Wieviel Liebe (Amiga)
- 1987: Big Hits 1975–85 (Puhdys: Hiroshima / City: Am Fenster) (Teldec)
- 1989: Frei wie der Wind / Herbstwind (Koch)
- 1992: Wie ein Engel / So wie früher / Schwarz und weiß (DSB)
- 1994: Keine Ahnung / Kommen und gehen / Deutschland, Deutschland (Dakoda)
- 1994: Keine Meile tut mir leid / With a little help from my friends / Die Show muß weitergehn (Dakoda)
- 1995: FC Hansa – Wir lieben dich total (Dakoda)
- 1995: Ewig leben (ZYX Records)
- 1996: Sehnsucht (Neuversion ’96) (Dakoda, Promo)
- 1997: SC Paderborn – Helden geben nie auf (Wounded Knee néven is) (Dakoda)
- 1997: Steh auf und lauf (Dakoda)
- 1997: Leck mich am Arsch (Dakoda)
- 1997: Bye, bye … H’arryvederci – Abschiedslied für Harry (Dakoda)
- 1997: Hey, wir woll’n die Eisbär’n sehn! (Dakoda, Reissue Sony BMG 1998, EHC Berlin 2004, Buschfunk 2008 und Buschfunk 2009)
- 1998: Comeback (Gigolo – Mario-Adorf-Version / Gigolo – Puhdys-Version) (Promo)
- 1999: Alt wie ein Baum ’99 (BMG)
- 1999: Wenn ein Mensch lebt (Hansa)
- 1999: Hipp Hipp Hurra (BMG)
- 1999: Wilder Frieden (rövidített változat / Live Waldbühne Berlin) (BMG, Promo)
- 2000: Wut will nicht sterben (BMG)
- 2000: Eisern Union 2000 (BMG)
- 2000: Speed Kings (BMG)
- 2001: Stars (BMG)
- 2001: Ich hab das Gefühl (BMG)
- 2001: Hey, wir woll’n die Puhdys sehn (BMG, Promo)
- 2006: Es ist keine Ente – wir saufen bis zur Rockerrente (Multirecords)
- 2009: Abenteuer / Ohrwurm (Buschfunk)
- 2011: Die Puhdys kommen – Auf nach Kamenz (Multirecords)
- 2011: Hey, wir woll’n die Eisbärn sehn (Neuaufnahme mit Jürgen Drews) (Universal Music)

### Válogatások
- 1976: Puhdys 1 (Hansa, Puhdys 1 – Wenn Ein Mensch Lebt címmel, 1982, Pool)
- 1977: Puhdys 3 (Hansa, Puhdys 3 – Alt Wie Ein Baum címmel, 1982, Pool)
- 1977: Die großen Erfolge (Amiga)
- 1977: Пудис (Melodija)
- 1978: Puhdys 4 – Die Wilden Jahre (Hansa)
- 1978: Puhdys 5 (Hansa)
- 1992: Rock aus Deutschland Ost Vol. 19 (DSB)
- 1994: Das Beste aus 25 Jahren (Amiga)
- 1994: Raritäten – Besondere Hits (Amiga)
- 1994: Heiß wie Schnee / Schattenreiter (Amiga)
- 1994: Castle Masters Collection (Castle)
- 1995: Bis ans Ende der Welt (Ariola)
- 1995: Was gut ist, setzt sich durch (Amiga)
- 1995: Das Beste aus 25 Jahren – Volume 2 (Amiga)
- 1993: Die Legende von Paul und Paula (Peter Gottharttal) (Quadriga)
- 1995: Die Hit-Singles (Amiga)
- 1996: … pur (Amiga)
- 1996: Die schönsten Balladen (Amiga)
- 1996: Golden Stars (Club Exklusiv)
- 1997: Die Puhdys 1+2 (BMG)
- 1998: Rock ’n’ Roll Music / Jubiläumsalbum (Amiga)
- 1999 Sturmvogel / 10 wilde Jahre (Amiga)
- 1999: 1969 – 1999 (BMG)
- 2000: Was bleibt
- 2004: Puhdys forever (BMG/Shop24 Direct)
- 2004: Best – Lebenszeit (Zounds)
- 2004: Raritäten – Volume 2 (Amiga)
- 2005: 36 Lieder aus 36 Jahren (BMG)
- 2005: Nur das Beste (BMG)
- 2007: Ein Fest für die Sinne (BMG)
- 2007: Das Beste aus der DDR – Puhdys (Amiga)
- 2008: Weihnachtslieder (BMG/SUPERillu)
- 2009: Die 10 größten Hits aus 30 Jahren (Amiga/SUPERillu)
- 2009: Lieder für Generationen (BMG, 33 CDs)
- 2010: Perlenfischer / Computerkarriere (Amiga)
- 2011: Original Album Classics (Amiga, 5 CDs)
- 2013: Best Of (BMG)
- 2014: Die größten Hits (Die Musik unserer Generation) (BMG)

## Fordítás
- Ez a szócikk részben vagy egészben  a   Puhdys című német Wikipédia-szócikk fordításán alapul.  Az eredeti cikk szerkesztőit annak laptörténete sorolja fel. Ez a jelzés csupán a megfogalmazás eredetét és a szerzői jogokat jelzi, nem szolgál a cikkben szereplő információk forrásmegjelöléseként.